# غلينغز
غلينغز (بالفرنسية: Glanges)‏ هي بلدية في مقاطعة فيين العليا في منطقة أقطانية الجديدة غرب وسط فرنسا.